# Urbano S.E.
La empresa Urbano S.E. fue una empresa municipal que prestaba servicios de transporte público en las ciudades de Caleta Olivia y Cañadón Seco. El transporte urbano público de pasajeros de Caleta Olivia está constituido por líneas de ómnibus señaladas con letras (A, B, C, D y E) que unen el centro de la ciudad con los distintos barrios periféricos y suburbanos moviendo 2 millones de pasajeros por año.

## Historia
La empresa nació a partir de una de las promesas del ex intendente de la ciudad, Fernando Cotillo (actual Vicegobernador de Santa Cruz).
Creada en el mes de noviembre de 2007, celebrando los 106 años de la localidad, la empresa contaba con aquel entonces con 2 líneas, A y B. En el año 2008 se incorporó la Línea C, en el 2009 la Línea D y en el 2012 la Línea E, también se proyectaba para el año 2013 la habilitación de la Línea F.
Con los años se ha fortalecido y se implementó como la 2º (de cuatro) empresa de transporte urbano en la Provincia de Santa Cruz.
A finales del año 2012, la gestión del Intendente José Córdoba sustituyó la empresa por Autobuses Caleta Olivia un consorcio entre la Municipalidad y Autobuses Santa Fe.

El 11 de octubre del 2021 regresó con una nueva incorporación de 13 unidades para reemplazar a la empresa MAXIA SRL. 

## Características

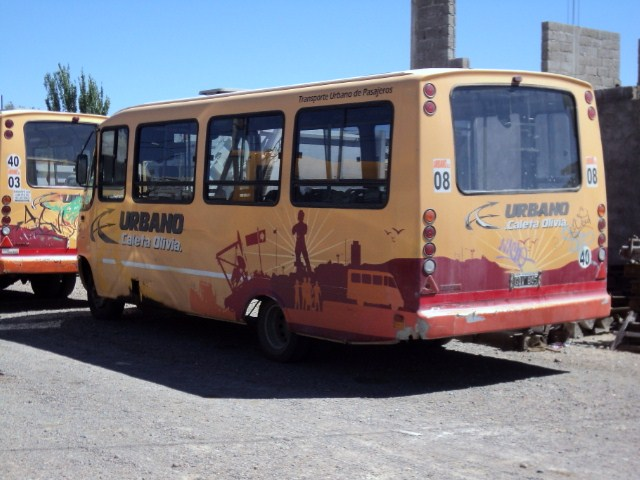
Minibus de la empresa con dibujos propios de la cultura caletense.

La institución poseía 8 coches tipo Iveco, 5 coches Comil, 4 coches Metalpar y 2 cohces Tatsa.
El boleto común costaba $2,50, boleto estudiantil se pagaba en bonos ($0,50) y los menores de 5 años, mayores de 70 años y discapacitados era gratuito.
En el año 2011 se presentó un proyecto sistema de tarjetas para pago de boleto, se trata de una tarjeta, similar a las magnéticas, pero que introduce una nueva tecnología de pago denominada “sin contacto”. De esta manera, los usuarios del servicio podrán anticipar el pago de sus viajes, eligiendo el monto que le “cargarán” a la tarjeta. Actualmente este sistema de pago ya no se utiliza por falta de fondos.

Datos de la Empresa Urbano S.E.

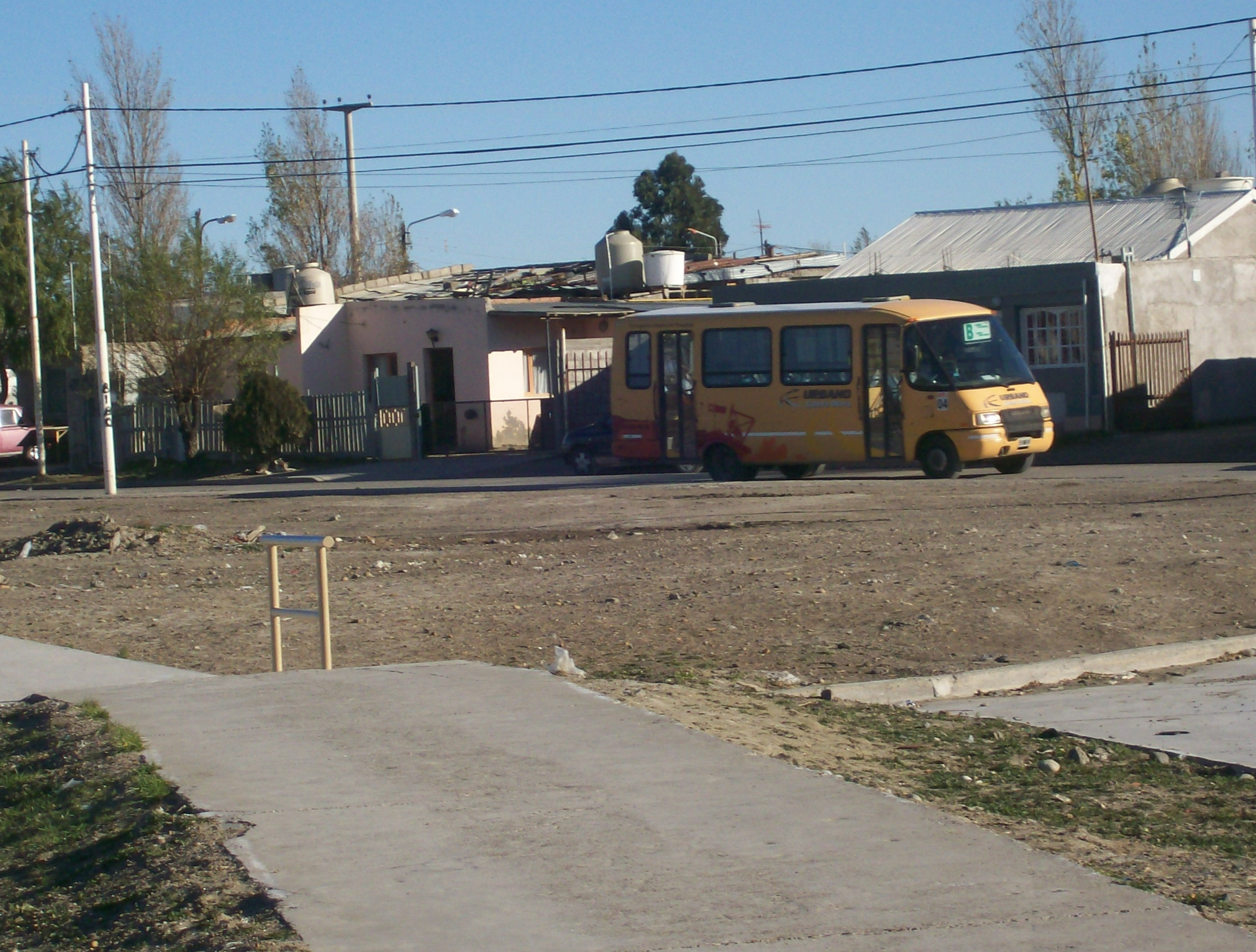
Minibus sobre el Bo. Perito Moreno.

- Ingresos Corrientes promedio por mes: $ 550 000,00
- Egresos Corrientes promedio por mes: $ 1 100 000,00
- Boletos Comunes promedio por mes: 180 000
- Boletos Escolares y Universitarios promedio por mes: 15 000
- Pase Libre promedio por mes: 7 000

## Ubicación
La Empresa se ubicaba en Avda. Bartolomé Mitre 820, Bo. 3 de Febrero

## Líneas

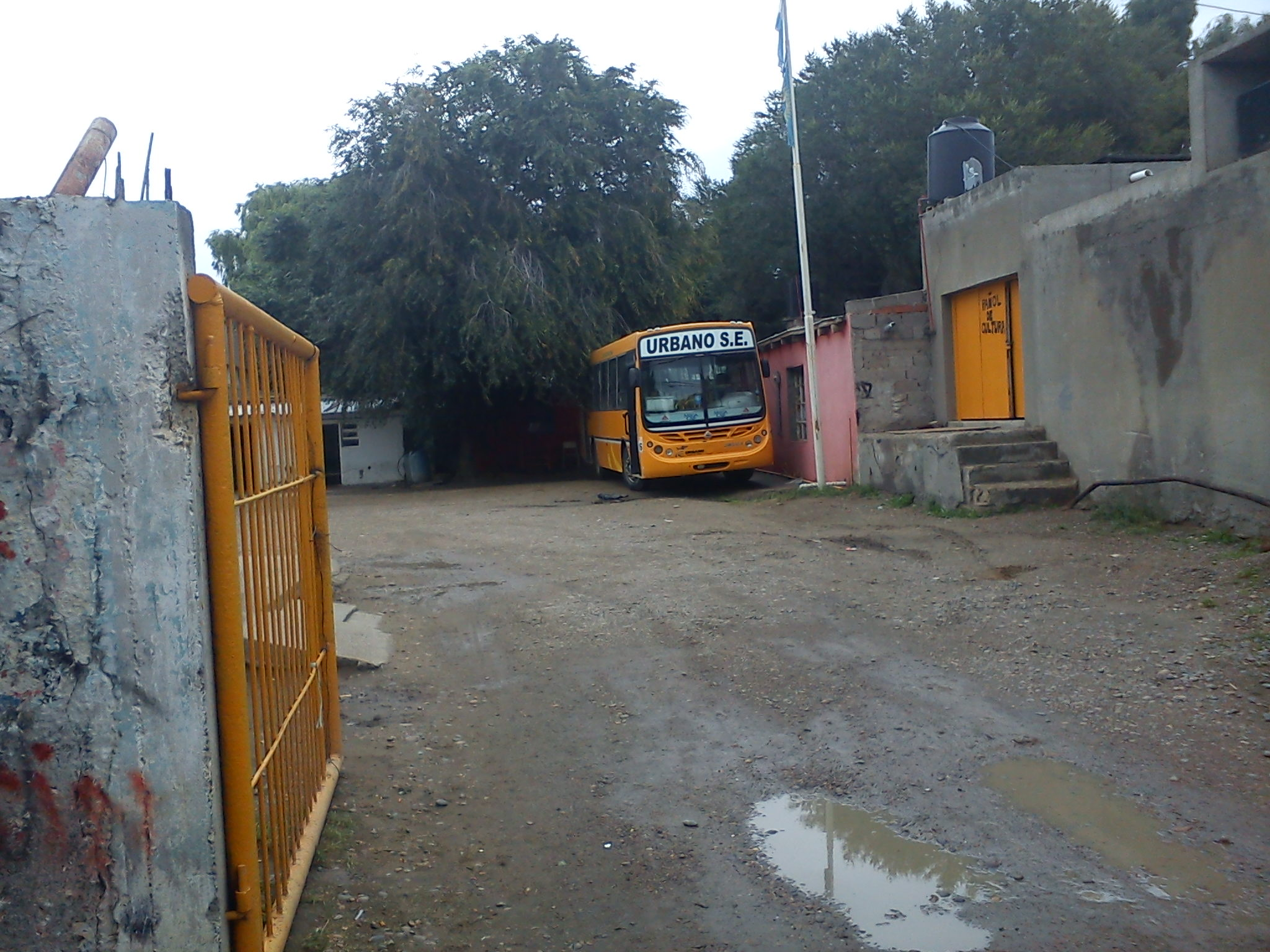
Actual coche de Ex-Urbano S.E. en estado de deterioro

| Línea | Cabeceras                             |
| ----- | ------------------------------------- |
| A     | - 3 de Febrero - Nueva Rotary         |
| B     | - 3 de Febrero - Zona de Quintas      |
| C1    | - Primeros Pobladores - Los Pinos     |
| C2    | - Primeros Pobladores - Mar del Plata |
| D     | - 17 de Octubre - Vista Hermosa       |
| E     | - ENET N.º 1 - Terminal Cañadón Seco  |

## Actualidad
En la actualidad 5 de los 19 coches funcionan para el municipio y los demás están guardados en un estacionamiento cercano a la biblioteca municipal siendo exhibidos para los compradores.